# Profit impact of marketing strategy
Il Profit Impact of Market Strategy (PIMS), in inglese letteralmente "impatto delle strategie di mercato sul profitto", è un progetto che ha preso avvio nel 1972 a Cambridge, presso il Marketing Science Institute affiliato alla Harvard Business School. 
Ha creato una banca dati di unità di business e rami d'azienda - già oltre 4.000 in continua espansione - per esplorare la relazione tra strategia e prestazioni aziendali. La valutazione di tre categorie d'informazioni:
- le condizioni del mercato
- la posizione competitiva
- i risultati economici e finanziari realizzati

permette di individuare i principi che rappresentano le fondamenta per le analisi che i dirigenti aziendali devono condurre per assumere decisioni di pianificazione strategica e organizzazione aziendale. 
A differenza dei metodi di pianificazione di portafoglio, PIMS esplora numerose dimensioni della strategia e del mercato che hanno effetti significativi sulle prestazioni, quali la concentrazione e la differenziazione dell'offerta, la forza della concorrenza, l'intensità dell'investimento, la qualità del prodotto e del servizio, la produttività del lavoro. L'approccio econometrico utilizzato da PIMS deriva dai modelli strategici sviluppati da Sydney Schoeffler in General Electric. 